# Пол Видал дьо Ла Блаш
Пол Видал де ла Блаш (на френски: Vidal de la Blache) е френски географ, картограф и геополитик. Създател е на френската географска школа, в която се отдава особено значение на „човешката география“. Продължител на идеите на Алфред Хетнер в частта от географията, посветена на темата за ландшафтната естетика (създател на френската школа по ландшафтна география). Автор е на изследвания в областите физическа география и география а населението – „Картина на географията на Франция“, 1903, „Източна Франция“ (Лотарингия и Елзас), 1917, и др., на голям атлас по география и история на света (съдържа карти за древна, средновековна и нова история, география на континентите и страните). Основател е (1891) на френското географско списание Annales de géographie.